# Đừng hỏi tên em
"Đừng hỏi tên em" (Chosŏn'gǔl: 내 이름 묻지마세요, Romaja quốc ngữ: Nae ireum mutji maseyo, McCune-Reischauer: Nae irŭm mutchi maseyo, tiếng Anh: Don't Ask My Name) là một bài hát nổi tiếng của Triều Tiên. Bài hát được sáng tác nhạc bởi Ri Jeong-sul (리정술) và lời được viết bởi Hwang Sin-yong (황신영). Nó được ra mắt năm 1990 bởi Nhạc đoàn điện tử Pochonbo. Từ đó đến nay, đã có nhiều phiên bản khác nhau cho bài hát này được thực hiện bởi nhiều nhóm nhạc Triều Tiên, có cả nhóm nhạc nhẹ Wangjaesan. Bài hát khá phổ biến và được phát trên radio và truyền hình ở quốc gia này.
Lời bài hát được viết từ quan điểm của một cô gái không tên. Trong một MV, cô đã đạt được một thành tựu đáng chú ý, và một nhà báo muốn hỏi tên cô để anh có thể viết một bài báo về cô. Sau đó cô ấy khiêm tốn trả lời không hỏi cô ấy cho tên, xem xét thành tích của cô ấy là không đáng kể so với những người khác (như nhà máy hoặc công nhân đường sắt), những người đang làm việc chăm chỉ để xây dựng đất nước.